# شهرستان گری (کانزاس)
شهرستان گری، کانزاس (به انگلیسی: Gray County, Kansas) یک سکونتگاه مسکونی در ایالات متحده آمریکا است که در کانزاس واقع شده‌است.